# Troels Rasmussen
Troels Rasmussen (Ebeltoft, 7 april 1961) is een voormalig Deens profvoetballer die speelde als doelman. Hij beëindigde zijn loopbaan in 1994 bij Aarhus GF. Eerder kwam hij uit voor Vejle BK.

## Interlandcarrière
Rasmussen kwam in totaal 35 keer uit voor de nationale ploeg van Denemarken in de periode 1982–1991. Onder leiding van de Duitse bondscoach Sepp Piontek maakte hij zijn debuut op 22 september 1982 in de EK-kwalificatiewedstrijd tegen Engeland (2-2) in Kopenhagen.
Rasmussen nam met zijn vaderland deel aan drie eindtoernooien: EK voetbal 1984, WK voetbal 1986 en EK voetbal 1988. Zijn voornaamste concurrenten waren Ole Qvist en Lars Høgh.
| Interlands van Troels Rasmussen voor Denemarken | Interlands van Troels Rasmussen voor Denemarken | Interlands van Troels Rasmussen voor Denemarken | Interlands van Troels Rasmussen voor Denemarken | Interlands van Troels Rasmussen voor Denemarken |
| №                                               | Datum                                           | Wedstrijd                                       | Uitslag                                         | Competitie                                      |
| Als speler van Aarhus GF                        | Als speler van Aarhus GF                        | Als speler van Aarhus GF                        | Als speler van Aarhus GF                        | Als speler van Aarhus GF                        |
| ----------------------------------------------- | ----------------------------------------------- | ----------------------------------------------- | ----------------------------------------------- | ----------------------------------------------- |
| 1                                               | 22 september 1982                               | Denemarken – Engeland                           | 2 – 2                                           | EK-kwalificatie                                 |
| 2                                               | 17 augustus 1983                                | Noorwegen – Denemarken                          | 1 – 1                                           | OS-kwalificatie                                 |
| 3                                               | 24 augustus 1983                                | Finland – Denemarken                            | 0 – 0                                           | OS-kwalificatie                                 |
| 4                                               | 5 oktober 1983                                  | Denemarken – Polen                              | 0 – 1                                           | OS-kwalificatie                                 |
| 5                                               | 11 april 1984                                   | Spanje – Denemarken                             | 2 – 1                                           | Oefeninterland                                  |
| 6                                               | 18 april 1984                                   | Duitse Democratische Republiek – Denemarken     | 4 – 0                                           | OS-kwalificatie                                 |
| 7                                               | 22 april 1984                                   | Polen – Denemarken                              | 0 – 0                                           | OS-kwalificatie                                 |
| 8                                               | 6 juni 1984                                     | Zweden – Denemarken                             | 0 – 1                                           | Oefeninterland                                  |
| 9                                               | 27 januari 1985                                 | Honduras – Denemarken                           | 1 – 0                                           | Oefeninterland                                  |
| 10                                              | 25 september 1985                               | Sovjet-Unie – Denemarken                        | 1 – 0                                           | WK-kwalificatie                                 |
| 11                                              | 9 oktober 1985                                  | Denemarken – Zwitserland                        | 0 – 0                                           | WK-kwalificatie                                 |
| 12                                              | 16 oktober 1985                                 | Noorwegen – Denemarken                          | 1 – 5                                           | WK-kwalificatie                                 |
| 13                                              | 13 november 1985                                | Ierland – Denemarken                            | 1 – 4                                           | WK-kwalificatie                                 |
| 14                                              | 26 maart 1986                                   | Noord-Ierland – Denemarken                      | 1 – 1                                           | Oefeninterland                                  |
| 15                                              | 13 mei 1986                                     | Noorwegen – Denemarken                          | 1 – 0                                           | Oefeninterland                                  |
| 16                                              | 4 juni 1986                                     | Denemarken – Schotland                          | 1 – 0                                           | WK-eindronde                                    |
| 17                                              | 8 juni 1986                                     | Denemarken – Uruguay                            | 6 – 1                                           | WK-eindronde                                    |
| 18                                              | 10 september 1986                               | Duitse Democratische Republiek – Denemarken     | 0 – 1                                           | Oefeninterland                                  |
| 19                                              | 29 oktober 1986                                 | Denemarken – Finland                            | 1 – 0                                           | EK-kwalificatie                                 |
| 20                                              | 12 november 1986                                | Tsjecho-Slowakije – Denemarken                  | 0 – 0                                           | EK-kwalificatie                                 |
| 21                                              | 29 april 1987                                   | Finland – Denemarken                            | 0 – 1                                           | EK-kwalificatie                                 |
| 22                                              | 3 juni 1987                                     | Denemarken – Tsjecho-Slowakije                  | 1 – 1                                           | EK-kwalificatie                                 |
| 23                                              | 26 augustus 1987                                | Zweden – Denemarken                             | 1 – 0                                           | Oefeninterland                                  |
| 24                                              | 9 september 1987                                | Wales – Denemarken                              | 1 – 0                                           | EK-kwalificatie                                 |
| 25                                              | 14 oktober 1987                                 | Denemarken – Wales                              | 1 – 0                                           | EK-kwalificatie                                 |
| 26                                              | 27 april 1988                                   | Oostenrijk – Denemarken                         | 1 – 0                                           | Oefeninterland                                  |
| 27                                              | 1 juni 1988                                     | Denemarken – Tsjecho-Slowakije                  | 0 – 1                                           | Oefeninterland                                  |
| 28                                              | 11 juni 1988                                    | Denemarken – Spanje                             | 2 – 3                                           | EK-eindronde                                    |
| 29                                              | 14 september 1988                               | Engeland – Denemarken                           | 1 – 0                                           | Oefeninterland                                  |
| 30                                              | 12 april 1989                                   | Denemarken – Canada                             | 2 – 0                                           | Oefeninterland                                  |
| 31                                              | 14 juni 1989                                    | Denemarken – Zweden                             | 6 – 0                                           | Oefeninterland                                  |
| 32                                              | 18 juni 1989                                    | Denemarken – Brazilië                           | 4 – 0                                           | Oefeninterland                                  |
| 33                                              | 6 juni 1990                                     | Noorwegen – Denemarken                          | 1 – 2                                           | Oefeninterland                                  |
| 34                                              | 9 april 1991                                    | Denemarken – Bulgarije                          | 1 – 1                                           | Oefeninterland                                  |
| 35                                              | 4 september 1991                                | IJsland – Denemarken                            | 0 – 0                                           | Oefeninterland                                  |

## Erelijst
Aarhus GF
- Deens landskampioenschap

1986
- Beker van Denemarken

1987, 1988, 1992